# Katun-Kamm
Der Katun-Kamm (russisch Катунский хребет) ist ein Gebirgszug im Russischen Altai im Süden der russischen Republik Altai an der Grenze zu Ostkasachstan.
Der Katun-Kamm bildet die Wasserscheide zwischen den Flüssen Katun, Argut und dem Buchtarma-Zufluss Belaja Berel. Der Gebirgszug erstreckt sich über eine Länge von 150 km in Ost-West-Richtung und erreicht in der Belucha mit 4506 m seine maximale Höhe. Im Südwesten, Westen und Nordwesten wird der Katun-Kamm vom Oberlauf des Katun umflossen. Die Katun-Nebenflüsse Akkem, Kutscherla und Multa entspringen an der Nordflanke des Gebirgszugs.
Schiefer und Granit sind die vorherrschenden Gesteine. Den Zentralteil des Gebirges dominieren alpine Bergspitzen mit insgesamt 386 Gletschern. Die gesamte Gletscherfläche beträgt 279 km². Bis auf Höhen von 2000 bis 2200 m kommen Lärchen- und Zirbelkiefernwälder vor.